# Flusso di coscienza (mixtape)
Flusso di coscienza è il quarto mixtape del rapper italiano Inoki, pubblicato nel 2011.

## Descrizione
Il disco è stato interamente autoprodotto da Inoki ed è rappato su basi statunitensi (fatta eccezione per il brano Coriandoli, la cui strumentale è prodotta dallo stesso artista), è stato pubblicato senza licenza Siae e distribuito esclusivamente durante i concerti di Inoki.
Dall'esperienza di questa autoproduzione è stata fondata dallo stesso Inoki l'etichetta di produzioni hip hop indipendenti Rap Pirata, con la quale sono già usciti alcuni album e mixtape di membri della sua crew (in particolare Timmy Tiran e Mo Pashà).

## Tracce
1. Ancora vivo – 2:49
2. Vieni di qua – 4:09
3. Ciro Skit – 0:38
4. Io non t.v.b. (feat. Nunzio Streetchild) – 1:39
5. Prendi questo – 4:07
6. Worldwide – 2:50
7. Neurodeliri (feat. Mopasha) – 4:13
8. Non passa giorno (feat. Nunzio Streetchild) – 4:09
9. Piatto prelibato – 0:58
10. Coriandoli – 3:01
11. Tutto cambia (feat. Eddy J, Nunzio Streetchild) – 4:27
12. Senti lei – 1:58
13. Il sole su di noi (feat. Lamaislam) – 3:32
14. Io vorrei – 3:47
15. Suona forte – 1:56
16. Gioia e rivoluzione – 4:07

Tracce bonus
1. Anni fa – 4:40
2. Vieni – 3:59